# Triphaenopsis viridescens
Triphaenopsis viridescens là một loài bướm đêm trong họ Noctuidae.